# Dusona dimidiata
Dusona dimidiata är en stekelart som först beskrevs av Brulle 1846.  Dusona dimidiata ingår i släktet Dusona och familjen brokparasitsteklar. Inga underarter finns listade i Catalogue of Life.